# Nora von Kelmendi
Nora von Kelmendi (albanisch Nora e Kelmendit) war eine albanische Adelige, die im 17. Jahrhundert lebte und heute vor allem im Norden Albaniens verehrt wird. Sie wird manchmal als „Helena von Albanien“ bezeichnet, da ihre Schönheit ebenso einen großen Krieg auslöste, und auch als „albanische Brünhilde“, da sie als die größte Kriegerin der Geschichte Albaniens gilt.
Nora von Kelmendi führte eine Armee von 300 albanischen Frauen gegen die Osmanen an. In einem Duell enthauptete sie Vutsi Pascha von Bosnien, den Oberbefehlshaber der osmanischen Armee.